# 普拉约勒
普拉约勒（法語：Prayols，法語發音：[pʁajɔl]）是法国阿列日省的一个市镇，属于富瓦区。

## 地理
普拉约勒（42°55'38"N, 1°37'25"E）面积7.76 平方千米，位于法国奧克西塔尼大區阿列日省，该省份为法国西南部内陆省份，西部和北部与上加龙省接壤，东临奥德省，东南至东比利牛斯省接壤，南与安道尔和西班牙接壤。
与普拉约勒接壤的市镇（或旧市镇、城区）包括：阿列日河畔费里耶尔、加纳克、蒙加亚尔、蒙图略、圣保罗德雅拉。

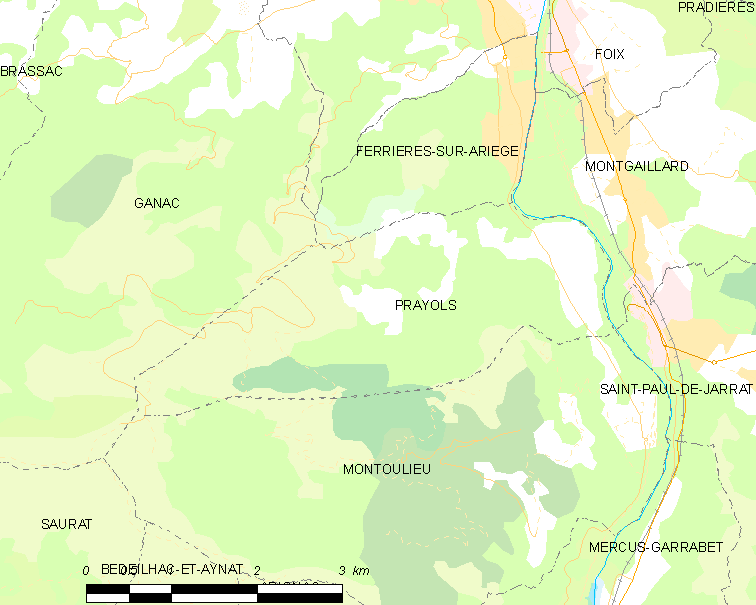
普拉约勒的OSM定位图

普拉约勒的时区为UTC+01:00、UTC+02:00（夏令时）。

## 行政
普拉约勒的邮政编码为09000，INSEE市镇编码为09236。

## 政治
普拉约勒所属的省级选区为萨巴尔泰斯县。

## 人口

1962-2008年间普拉约勒人口变化图示

普拉约勒于2022年1月1日时的人口数量为366人。